# Jeremy Rickard
Pour les articles homonymes, voir Rickard.
Jeremy Rickard, généralement cité comme J. C. Rickard, est un mathématicien britannique, qui s'occupe d'algèbre et de topologie algébrique.

## Formation et carrière
Rickard obtient son doctorat en 1988 sous la supervision d'Aidan Schofield au University College de Londres (avec une thèse intitulée Derived Categories and Representation Theory). Il est professeur à l'université de Bristol.

## Travaux
Il s'intéresse à la théorie des représentations modulaires des groupes finis et aux questions connexes de topologie algébrique, de théorie des représentations des algèbres finies et d'algèbre homologique. Les équivalences de Rickard (équivalences dérivées) en tant que généralisation des équivalences de Morita des anneaux et des algèbres portent son nom.

## Prix et distinctions
Rickard reçoit le prix Whitehead en 1995.
En 2002 il est lauréat du prix Berwick senior. En 1998 il est conférencier invité au Congrès international des mathématiciens à Berlin (avec une conférence intitulée The abelian defect group conjecture).

## Publications
- Derived categories and stable equivalence, J. Pure Appl. Algebra, volume 61, 1989, pages 303-317
- Derived equivalences as derived functors, J. London Mathematical Society, Vol.43, 1991, p. 37-48
- (en) Jeremy Rickard, « Idempotent modules in the stable category », Journal of the London Mathematical Society, second Series, vol. 56, no 1,‎ 1997, p. 149–170 (DOI 10.1112/S0024610797005309, MR 1462832).
- (en) Jeremy Rickard, « Splendid equivalences: derived categories and permutation modules », Proceedings of the London Mathematical Society, third Series, vol. 72, no 2,‎ 1996, p. 331–358 (DOI 10.1112/plms/s3-72.2.331, MR 1367082).
- (en) Jeremy Rickard, « The abelian defect group conjecture », Documenta Mathematica | Proceedings of the International Congress of Mathematicians, Vol. II (Berlin, 1998), no Extra Vol. II,‎ 1998, p. 121–128 (MR 1648062, lire en ligne).